# Сапата, Райдерлей
Райдерлей Мигель Сапата Сантана (исп. Rayderley Miguel Zapata Santana; род. 26 мая 1993 или 1993, Санто-Доминго) — испанский гимнаст, специализирующийся в вольных упражнениях. Серебряный призёр Олимпийских игр, чемпион Европейских игр.
Он участвовал на двух летних Олимпийских играх в 2016 и 2020 годах, завоевав серебряную медаль в Токио-2020 в вольных упражнениях. Также он является бронзовым призёром чемпионата мира 2015 года и чемпионом Европейских игр в Баку в 2015 году.

## Биография
Он приехал на Лансароте из своей родной Доминиканской Республики, когда ему было девять лет. В одиннадцать лет он переехал в Барселону, чтобы тренироваться у двукратного олимпийского чемпиона Хервасио Деферра и Виктора Кано в Сан-Кугате. Позже, в декабре 2013 года, он продолжил тренироваться с национальной командой в Мадриде.
В 2014 году он стал бронзовым призёром в опорном прыжке на этапе Кубка мира в Котбусе, а в 2015 году он стал четвёртым в вольных упражнениях на том же этапе Кубка мира. Позже в июне он завоевал золотую медаль на Европейских играх в Баку в 2015 году, а в октябре — бронзовую медаль на чемпионате мира по спортивной гимнастике, который проходил в Глазго.
На Олимпийских играх в Рио-де-Жанейро в 2016 году он не смог пройти в финал вольных упражнений, и ему пришлось довольствоваться 11-м местом. В ноябре 2016 года он стал серебряным призёром Кубка мира в Котбусе. Сапата исполнил уникальный элемент, который с 2017 года стал называться в его честь — Zapata. В 2018 году на Средиземноморских играх в Таррагоне он выиграл золото в командном первенстве и в вольных упражнениях.
На вторых для себя Олимпийских играх в Токио в 2020 году он вышел в финал вольных упражнений с четвёртого места. В финале он набрал 14,933 балла, как и победитель израильтянин Артём Долгопят, но поскольку сложность его упражнения была на одну десятую меньше, испанец получил серебряную медаль.